# Liste der Monuments historiques in Plumieux
Die Liste der Monuments historiques in Plumieux führt die Monuments historiques in der französischen Gemeinde Plumieux auf.

## Liste der Bauwerke
| Bezeichnung | Beschreibung    | Standort              | Kennzeichnung | Schutzstatus | Datum | Bild |
| ----------- | --------------- | --------------------- | ------------- | ------------ | ----- | ---- |
| Kreuz       | 15. Jahrhundert | Rue du Prieuré (Lage) | PA00089529    | Classé       | 1964  |      |

## Liste der Objekte
- Monuments historiques (Objekte) in Plumieux in der Base Palissy des französischen Kultusministeriums